# Бибиков, Илья Гаврилович
Илья Гаврилович Бибиков (1794—1867) — генерал-адъютант, генерал от артиллерии, адъютант великого князя Михаила Павловича. В 1850—1855 гг. глава литовских губерний. Брат министра внутренних дел Дмитрия Гавриловича Бибикова.

## Биография
Илья Бибиков родился в семье генерал-майора Гавриила Ильича Бибикова (1747—1803) и его второй жены Екатерины Александровны, урожд. Чебышёвой (1767—1833). Отец его был братом светлейшей княгини Екатерины Кутузовой, жены фельдмаршала.
Службу начал юнкером в лейб-гвардии артиллерийской бригаде (10 октября 1811 года). Получил звание портупей-юнкера (19 ноября 1811 года); прапорщик (19 ноября 1812 года) с переводом во 2-ю резервную артиллерийскую бригаду.
Участвовал в Отечественной войне 1812 года и заграничных походах на Люцен, Бауцен, Дрезден, Лейпциг, Париж. Получил орден Святой Анны 4-й степени и орден Святого Владимира 4-й степени за отличие в сражении. По списку Степанова-Григоровича — кавалер ордена Святого Георгия 4-й степени.
Масон, посвящён 1 января 1819 года в московской ложе «Александра тройственного спасения», где одним из офицеров ложи в это время был его брат Дмитрий.
С 3 июля 1819 года адъютант великого князя Михаила Павловича; 19 апреля 1820 года произведён в полковники.
Был членом Союза благоденствия, о чём лично объявил императору, но рано отошёл от него и уже не знал о тайных обществах, возникших с 1821 года; это его участие «Высочайше повелено оставить без внимания».
С 29 сентября 1828-го — генерал-майор, с 6 декабря 1837 года — генерал-лейтенант. Принимал участие в русско-турецкой войне 1828—1829 годов и в Польской кампании 1831 года. Получил назначение генерал-адъютантом 19 апреля 1849 года .
С 15 марта 1850 года по 10 декабря 1855 года — виленский военный губернатор и управляющий гражданской частью и гродненский, ковенский и минский генерал-губернатор; одновременно управляющий учебными заведениями Виленского учебного округа на правах попечителя. Председатель Виленского цензурного комитета в 1850—1854 годах. 26 ноября 1852 года произведён в генералы от артиллерии.
Уволен от службы 17 января 1856 года. 19 февраля 1860 года вновь принят на службу (со старшинством в чине генерала от артиллерии с 28 декабря 1856) и повторно назначен генерал-адъютантом. Оставался в этом звании до конца своей жизни.
- Орден Святой Анны 4-й ст. (1813)[3]
- Орден Святого Владимира 4-й ст. с бантом (1814)
- Орден Святого Владимира 3-й ст. (1828)
- Орден Святого Станислава 1-й ст. (1830)
- Орден Святой Анны 1-й ст. (1831)
- Золотая шпага за храбрость с алмазами (1831)
- Знак отличия «За военное достоинство» 2-й ст. (1831)
- Императорская корона к Ордену Святой Анны 1-й ст. (1832)
- Орден Святого Георгия 4-й ст. за 25 лет (1834)
- Знак отличия за XX лет (1836)
- Орден Святого Владимира 2-й ст. (1847)
- Орден Белого Орла (1849)
- Знак отличия за XL лет (1855)
- Орден Святого Александра Невского (1864)
- Алмазные знаки к Ордену Святого Александра Невского (1866)

Иностранные:
- Прусский орден Pour le Mérite (1813)
- Австрийский Орден Железной короны 1-й ст. (1835)
- Прусский Орден Красного орла 2-й ст. со звездой и алмазами (1841)

## Семья
Жена (с 11 января 1831 года) — Варвара Петровна Мятлева (18.10.1811—17.05.1882), фрейлина двора (26.03.1828), младшая дочь сенатора Мятлева и внучка графа И. П. Салтыкова. В 1830 году к ней сватался Д. В. Дашков, но «дал промах, родители его хотели, но невеста нет», также, по словам К. Я. Булгакова, «Мятлеву искал Захар Хитрово и очень думал о женитьбе, но она вышла за Бибикова». Венчание было в Петербурге в церкви Св. Архистратига Михаила в Михайловском дворце. Согласно дневнику Д. Фикельмон, «брак этот состоялся благодаря стараниям княгини Е. П. Белосельской-Белозерской. Бибиков женился, после года ожидания и двух отказов. Жена его была скорее мила, чем красива, но говорили, что у неё живой ум». По замечанию Вяземского, между супругами «было что-то необыкновенное, но ладов было не видать». По воспоминанию А. Мещерского, генеральша Бибикова была в числе постоянных посетителей салона Карамзиных, замечательно любезная и приятная женщина, но несколько растерянная. В своем петербургском доме на Фурштатской она жила открыто и широко, у неё всегда собиралось веселое общество, а её дочери, особенно младшая Варвара, были главными приманками. За заслуги мужа была пожалована в кавалерственные дамы ордена Святой Екатерины (23.04.1854). Умерла в Петербурге от рака груди, похоронена в семейном склепе в Троице-Сергиевой пустыни под Петербургом. В браке имели детей:
- Елена (17.10.1832[4]—1885), крещена 18 ноября 1832 года в церкви Михайловского дворца при восприемстве великого князя Михаила Павловича и бабушки П. И. Мятлевой, замужем за В. А. Свечиным (1828—1892).
- Екатерина (08.04.1835[11]—21.08.1917[12]), крещена 2 мая 1835 года в церкви Михайловского дворца при восприемстве великого князя Михаила Павловича и бабушки П. И. Мятлевой, с 1856 года жена Л. А. Татищева.
- Александр (1836—1848), умер от скарлатины.
- Михаил (1838—1912), выпускник Пажеского корпуса, подпоручик.
- Прасковья (1839—1903), замужем за князем А. И. Кропоткиным.
- Павел (1844—1848), умер от скарлатины.
- Софья (23.05.1846[13]—1848), крещена 30 мая 1846 года в церкви Новомихайловского дворца, крестница великого князя Михаила Павловича и П. И. Мятлевой, как и братья умерла от скарлатины.
- Варвара (1847 — после 1907[14]), с 1868 года замужем за двоюродным братом В. И. Мятлевым (1830—1900), сыном И. П. Мятлева.
- Илья (1849—1851)
- Сергей (1851—1903)
- Мария (27.01.1853—20.04.1853)[15], крещена 14 февраля 1853 года в Исаакиевском соборе при восприемстве Д. Г. Бибикова и бабушки П. И. Мятлевой.

- Дети
- Елена
- Екатерина
- Варвара
- Сергей